# Guaraná (bebida)

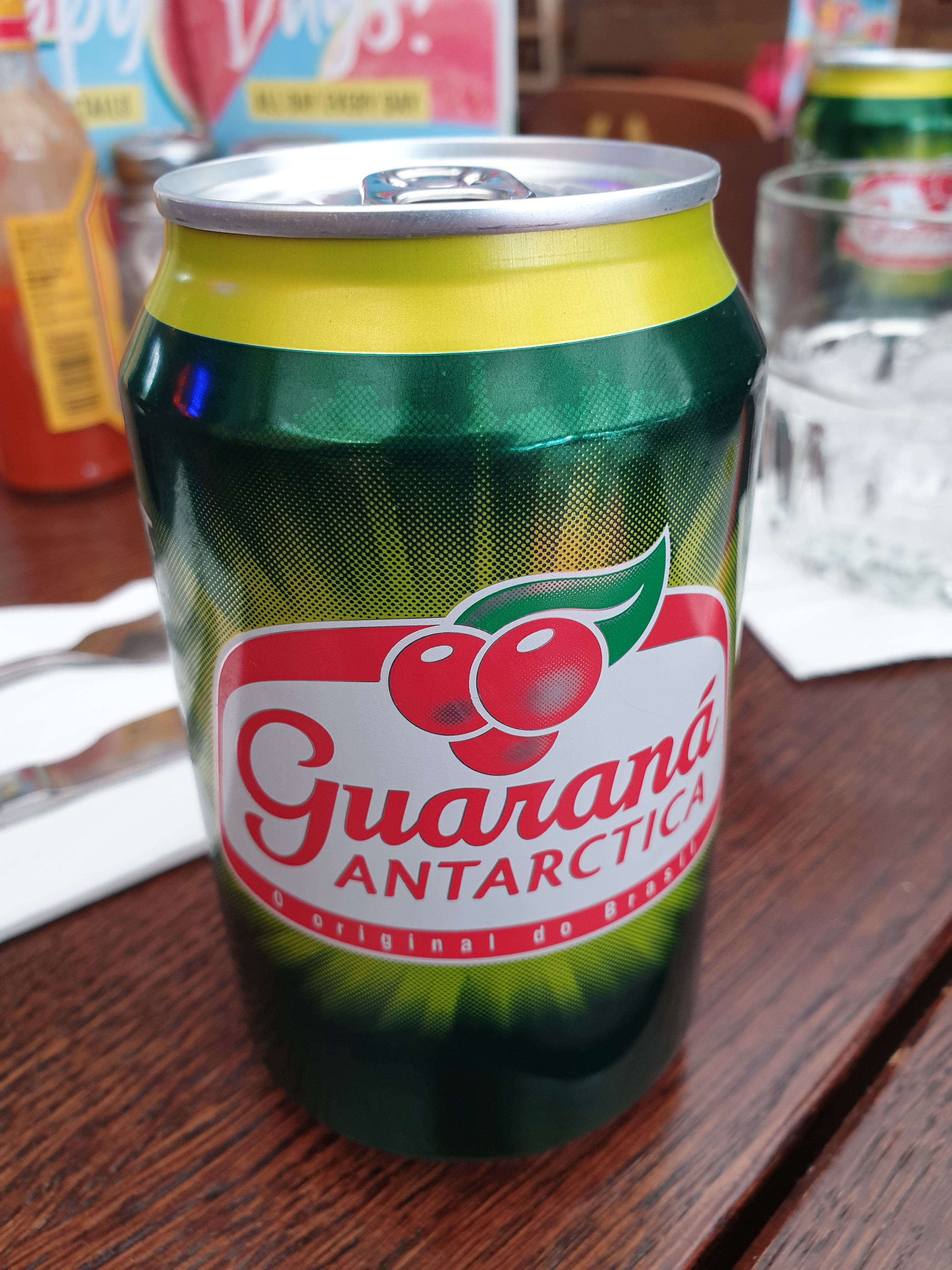
Lata de Guaraná Antarctica.

El guaraná es una bebida estimulante gaseosa, elaborada a base del extracto de la semilla de guaraná (Paullinia cupana) entera. Es rica en cafeína y se consume principalmente en Argentina, Paraguay, Uruguay, Perú, Brasil y otros países como Francia, es refrescante y tónico. La ley brasileña restringe esta denominación a las bebidas no alcohólicas que contengan como mínimo un 1% de extracto y con los únicos añadidos de agua, edulcorantes, acidulantes y aromas. Las mayores productoras de guaraná son las brasileñas Antártica y Brahma, propiedad de la multinacional AmBev.
En el Perú, existe una bebida gaseosa llamada Guaraná que es un producto de la firma Backus.
En Argentina, se encuentra V (vi) de la firma Villa del Sur, también contiene extracto de guaraná y se hace publicidad haciendo alusión a sus propiedades energizantes.
Antes de la llegada de los europeos los nativos americanos ya conocían esta bebida. Ellos machacaban las semillas y las mezclaban con agua. Luego, formaban varas y las dejaban secar hasta que quedaban duras y, finalmente, las rellenaban con el hueso del paladar del pez pirarucú. El polvo que quedaba se disolvía en agua o jugo de frutas.
Los nativos reconocían el valor medicinal de esta bebida y la usaban también para combatir el cansancio. Aún hoy hay quien sostiene su valor para tratar la arteriosclerosis, la diarrea, la disentería, la migraña y la neuralgia.[cita requerida]

## Perú
En Perú se vende como gaseosa bajo la marca Guaraná, a cargo de la empresa Backus. Además bajo el mismo nombre se han trabajado otras presentaciones como: Guaraná Zero, Guaraná Camu-Camu y Guaraná Copoazu.

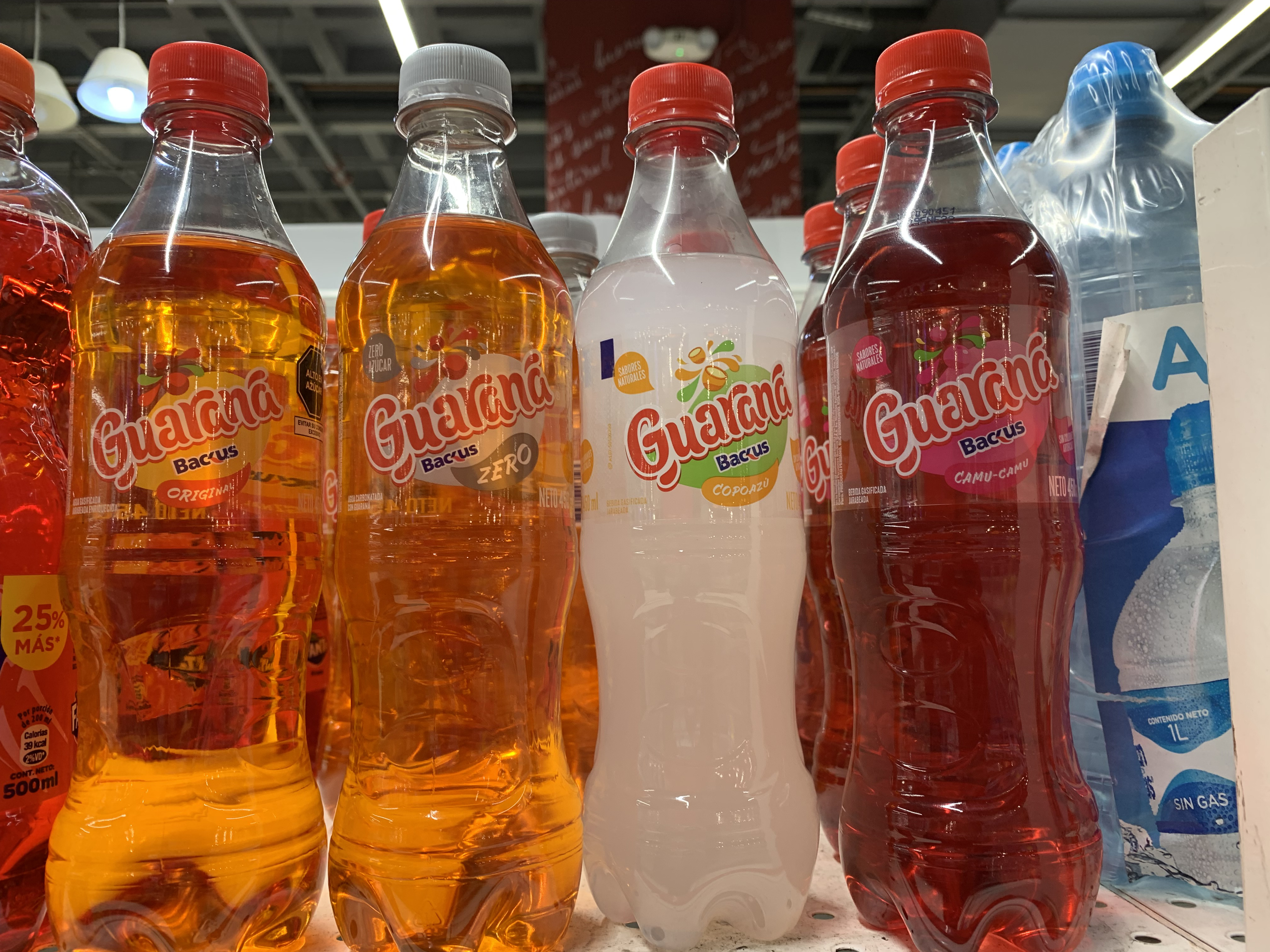
Presentaciones de Guaraná en Perú.